# دیدارهای فوتبال ایالات متحده آمریکا و برزیل
تیم ملی فوتبال مردان بزرگسالان ایالات متحده آمریکا و برزیل تاکنون ۱۷ بار در مقابل یکدیگر قرار گرفته‌اند. حاصل این ۱۷ بازی، ۱۶ پیروزی برای برزیل و ۱ پیروزی برای ایالات متحده آمریکا بوده است. گل زده برزیل ۳۵ و گل زده ایالات متحده آمریکا ۱۱ گل بوده است.